# Brigittea latens
Brigittea latens – gatunek pająka z rodziny ciemieńcowatych. Zasiedla Palearktykę od Wysp Brytyjskich i Półwyspu Iberyjskiego na zachodzie po wschodni Kazachstan na wschodzie. Bytuje głównie na niskich roślinach w miejscach nasłonecznionych.

## Taksonomia
Gatunek ten opisany został w 1775 roku przez Johana Christiana Fabriciusa jako Aranea latens. W 1836 Carl Ludwig Koch przeniósł go do rodzaju Dictyna. Do rodzaju Brigittea zaliczony został po raz pierwszy w 1967 roku przez Pekkę Lehtinena jako jego gatunek typowy. Z wyjątkiem pracy Františka Millera i Jaroslava Svatoňa z 1978 roku, klasyfikacja taka nie była uznawana aż do rewizji przeprowadzonej przez Jurija Marusika i współpracowników w 2015 roku. Od tegoż roku gatunek ten jest umieszczany w rodzaju Brigittea przez autorów World Spiders Catalogue.

## Morfologia
Samce osiągają od 1,7 do 3 mm, a samice od 2,2 do 3,5 mm długości ciała. Karapaks zmierzony u 10 samców miał od 0,98 do 1,41 mm długości i od 0,73 do 0,97 mm szerokości, a u 28 samic od 0,9 do 1,34 mm długości i od 0,68 do 1,05 mm szerokości. Ubarwienie karapaksu jest czarne z białymi włoskami w części głowowej. Wysokość nadustka jest dwa i pół raza większa od szerokości oka przednio-środkowego. Ciemnobrązowe szczękoczułki mają u samca wklęsłe pośrodku krawędzie wewnętrzne i drobno ząbkowane nasadowe odcinki krawędzi zewnętrznych. Sternum ma kolor prawie czarny. Odnóża są czarniawe z brązowymi lub rudobrązowymi stopami, nadstopiami, a w przypadku trzeciej pary także goleniami. Opistosoma (odwłok) ma wierzch jasnoszary z brązowawą, głęboko powcinaną przepaską środkową lub całkowicie czarny, zaś spód szarawy z jaśniejszym pasem przez środek i brązowym wieczkiem płucotchawek. Siteczko przędne jest podzielone na dwie części i ma tylko jeden przedni rząd szczecinek, w związku z czym pozostały jego obszar pokrywają tylko delikatne brodawki przędne. 
Nogogłaszczki samca mają goleń dłuższą niż szerszą, pozbawioną apofiz, na grzbiecie zaopatrzoną w ctenidium z dwoma ząbkami. Ponadto aparat kopulacyjny cechują: długi embolus o zmodyfikowanym wierzchołku oraz konduktor o prostej, podłużnej ostrodze. Płytka płciowa samicy ma przedsionki podzielone szeroką przegrodą, otwory kopulacyjne położone w przednio-bocznych częściach tych przedsionków i pozbawiona jest bruzd epigynalnych. Przewody kopulacyjne mają po 2 zakręty. Kształt zbiorników nasiennych jest nerkowaty. Nie stykają się one ze sobą i wraz z przewodami tworzą spiralną strukturę.

## Występowanie i biologia

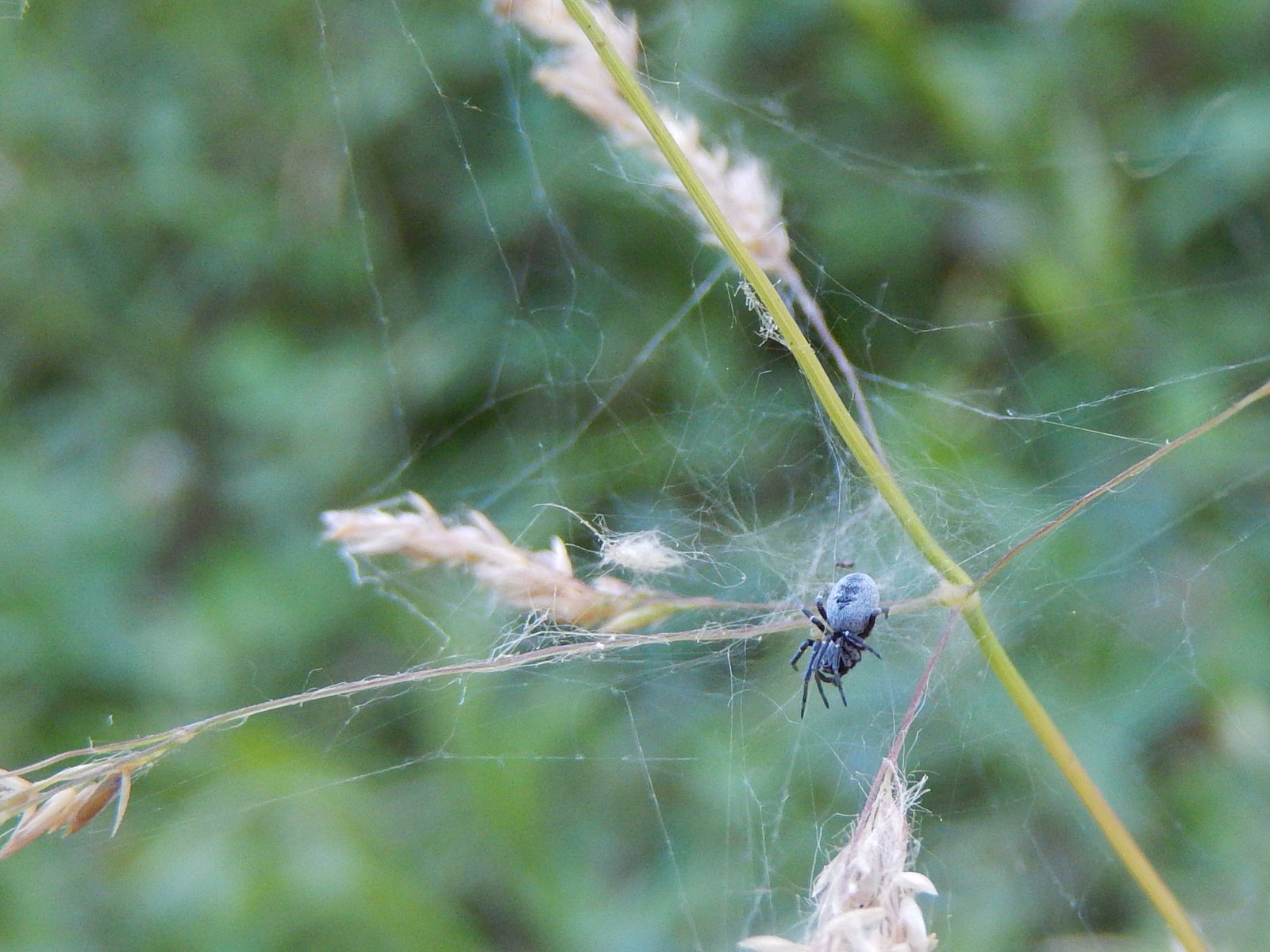
Sieć łowna

Pająk znany z Portugalii, Hiszpanii, Andory, Irlandii, Wielkiej Brytanii, Francji, Belgii, Holandii, Niemiec, Danii, Szwecji, Norwegii, Finlandii, Szwajcarii, Austrii, Włoch, Malty, Polski, Czech, Słowacji, Węgier, Słowenii, Chorwacji, Białorusi, Ukrainy, Mołdawii, Rumunii, Bułgarii, Serbii, Czarnogóry, Albanii, Macedonii, Grecji, Rosji, Turcji, Azerbejdżanu i Azji Środkowej (na wschód sięga wschodniego Kazachstanu).
Gatunek rzadki. Zasiedla głównie miejsca nasłonecznione. Bytuje na mchach, wrzosach, trawach, roślinach zielnych, niskich krzewach i młodych drzewach. Dojrzałe samce spotyka się od maja do sierpnia, zaś samice od kwietnia do września, ale znane są również rekordy ze stycznia.
Samica produkuje zielonkawobiały kokon jajowy o kształcie soczewkowatym, zawierający od 10 do 16 żółtych jaj.